# Struve-functie
In de wiskunde is de Struve-functie een speciale functie die in 1882 werd geïntroduceerd door de astronoom Hermann Struve tijdens zijn theoretisch onderzoek van diffractieverschijnselen in de optica. De functie heeft inmiddels toepassingen gevonden in de wiskunde, de optica, de hydrodynamica en de akoestiek. De functie wordt meestal voorgesteld door {\displaystyle H_{\nu }(z)} waarin {\displaystyle \nu } de orde aangeeft. De Struve-functie beschrijft oplossingen van de Besselse differentiaalvergelijking.

## Definitie

Verloop van de functie voor

De Struve-functie {\displaystyle H_{\nu }(z)} van de eerste soort is een particuliere oplossing van de volgende inhomogene besselse differentiaalvergelijking met speciaal tweede lid
{\displaystyle z^{2}{\frac {{\rm {d}}^{2}y}{{\rm {d}}z^{2}}}+z{\frac {{\rm {d}}y}{{\rm {d}}z}}+\left(z^{2}-\nu ^{2}\right)y={\frac {4\left({\frac {z}{2}}\right)^{\nu +1}}{{\sqrt {\pi }}\,\Gamma \left(\nu +{\frac {1}{2}}\right)}}}
waarin {\displaystyle \Gamma } de Gammafunctie voorstelt. Het complexe getal {\displaystyle \nu } geeft de orde aan van de Struve-functie en is meestal een geheel getal.

## Reeksontwikkeling
Struve-functies, aangeduid als {\displaystyle H_{\nu }(z)}, kunnen weergegeven worden door de volgende machtreeksen.
{\displaystyle H_{\nu }(z)=\sum _{k=0}^{\infty }{\frac {(-1)^{k}}{\Gamma \left(k+{\frac {3}{2}}\right)\Gamma \left(k+\nu +{\frac {3}{2}}\right)}}\left({\frac {z}{2}}\right)^{2k+\nu +1}}
waarin {\displaystyle \Gamma (x)} de Gammafunctie is.
{\displaystyle H_{0}(z)={\frac {2}{\pi }}\left(z-{\frac {z^{3}}{1^{2}\cdot 3^{2}}}+{\frac {z^{5}}{1^{2}\cdot 3^{2}\cdot 5^{2}}}-\ldots \right)}
{\displaystyle H_{1}(z)={\frac {2}{\pi }}\left({\frac {z^{2}}{1^{2}\cdot 3}}-{\frac {z^{4}}{1^{2}\cdot 3^{2}\cdot 5}}+{\frac {z^{6}}{1^{2}\cdot 3^{2}\cdot 5^{2}\cdot 7}}-\ldots \right)}

## Integraalvoorstelling
Struve-functie kunnen ook door een integraal voorgesteld worden voor {\displaystyle \Re (\nu )>-1/2}
{\displaystyle H_{\nu }(z)={\frac {2\left({\frac {z}{2}}\right)^{\nu }}{{\sqrt {\pi }}\,\Gamma \left(\nu +{\frac {1}{2}}\right)}}\int _{0}^{\frac {\pi }{2}}\sin(z\cos \theta )\sin ^{2\nu }(\theta ){\rm {d}}\theta .}
Een andere voorstelling krijgt men door de substitutie {\displaystyle t=\cos(\theta )}.
{\displaystyle H_{\nu }(z)={\frac {2\left({\frac {z}{2}}\right)^{\nu }}{{\sqrt {\pi }}\,\Gamma \left(\nu +{\frac {1}{2}}\right)}}\int _{0}^{1}(1-t^{2})^{\nu -{\frac {1}{2}}}\sin \left(zt\right){\rm {d}}t}

## Recursieformules
De Struve functie voldoet aan de volgende recursierelaties:
{\displaystyle {\begin{aligned}H_{\nu -1}(z)+H_{\nu +1}(z)&={\frac {2\nu }{z}}H_{\nu }(z)+{\frac {\left({\frac {z}{2}}\right)^{\nu }}{{\sqrt {\pi }}\,\Gamma \left(\nu +{\frac {3}{2}}\right)}},\\H_{\nu -1}(z)-H_{\nu +1}(z)&=2{\frac {\rm {d}}{{\rm {d}}z}}H_{\nu }(z)-{\frac {\left({\frac {z}{2}}\right)^{\nu }}{{\sqrt {\pi }}\,\Gamma \left(\nu +{\frac {3}{2}}\right)}},\end{aligned}}}
{\displaystyle {\frac {{\rm {d}}H_{0}}{{\rm {d}}z}}={\tfrac {1}{2}}\pi -H_{1}}
{\displaystyle {\frac {\rm {d}}{{\rm {d}}z}}\left(z^{\nu }H_{\nu }\right)=z^{\nu }H_{\nu -1}}
{\displaystyle {\frac {\rm {d}}{{\rm {d}}z}}\left(z^{-\nu }H_{\nu }\right)={\frac {1}{{\sqrt {\pi }}\,2^{\nu }\Gamma \left(\nu +{\frac {3}{2}}\right)}}-z^{-\nu }H_{\nu +1}(z)}

## Integralen
Uit de vierde recursieformule volgt onmiddellijk de integraal:
{\displaystyle \int _{0}^{a}z\,H_{0}(z)\,{\rm {d}}z=aH_{1}(a)}.
{\displaystyle \int _{0}^{\infty }t^{-1}H_{0}(t)\,{\rm {d}}t={\tfrac {1}{2}}\pi }
De volgende integraal wordt ook wel de Struve-integraal genoemd:
{\displaystyle {\frac {4}{\pi }}\int _{z}^{\infty }t^{-2}\,H_{1}(t)\,{\rm {d}}t={\frac {2}{\pi z}}H_{1}(z)+{\frac {2}{\pi }}\int _{z}^{\infty }t^{-1}H_{0}(t)\,{\rm {d}}t}
{\displaystyle {\frac {2}{\pi }}\int _{z}^{\infty }t^{-1}H_{0}(t)\,{\rm {d}}t=1-{\frac {4}{\pi ^{2}}}\left(z-{\frac {z^{3}}{1^{2}\cdot 3^{2}\cdot 3}}+{\frac {z^{5}}{1^{2}\cdot 3^{2}\cdot 5^{2}\cdot 5}}-\ldots \right)}

## Asymptotische ontwikkeling
Voor kleine {\displaystyle z} gebruikt men de gegeven bovenstaande machtreeksontwikkeling.
Voor grote {\displaystyle z} verkrijgt men:
{\displaystyle H_{\nu }(z)-Y_{\nu }(z)\to {\frac {\left({\frac {z}{2}}\right)^{\nu -1}}{{\sqrt {\pi }}\,\Gamma \left(\nu +{\frac {1}{2}}\right)}}+O\left(\left({\tfrac {z}{2}}\right)^{\nu -3}\right),}
waarin {\displaystyle Y_{\nu }(z)} de besselfunctie van de tweede soort van de orde {\displaystyle \nu } is. Alleen de eerste term van deze expansie is weergegeven.

## Benaderende formules
In de wetenschappelijke literatuur vindt men vele benaderingsformules voor de Bessel- en de Struve-functies. De meeste daarvan splitsen het gebied van {\displaystyle z} op in een gebied waar {\displaystyle z} klein is en een gebied waar {\displaystyle z} groot is. Zo publiceerde J. Newman nauwkeurige veeltermbenaderingen voor {\displaystyle z<3} en voor {\displaystyle z>3}. Een effectieve benadering voor {\displaystyle H_{1}}, die geldig is voor alle waarden van {\displaystyle z\geq 0} met een maximale absolute fout van 0,0049, wordt gegeven door de volgende uitdrukking:
{\displaystyle H_{1}(z)\approx {\frac {2}{\pi }}-J_{0}(z)+\left({\frac {16}{\pi }}-5\right){\frac {\sin z}{z}}+\left(12-{\frac {36}{\pi }}\right){\frac {1-\cos z}{z^{2}}}}
waarin {\displaystyle J_{0}(z)} de besselfunctie van de eerste soort en orde 0 is. Met behulp van de vierde recursieformule kan men dan een benadering voor {\displaystyle H_{0}} krijgen met een maximale absolute fout van 0,0063. Door gebruik te maken van een soortgelijke maar verbeterde methode kon de nauwkeurigheid voor {\displaystyle H_{0}} en {\displaystyle H_{1}} opgevoerd worden tot een maximale absolute fout van respectievelijk 0,00125 en 0,00185. De verbeterde nauwkeurigheid opent de weg naar nauwkeuriger benaderingen voor de hogere orde Struve-functies {\displaystyle H_{\nu }(z)} met {\displaystyle \nu =2,3,\ldots } en dit met behulp van de eerste recursieformule.